# تركي بن سعود آل سعود
الأمير الدكتور تركي بن سعود بن محمد بن عبد العزيز بن سعود آل سعود رئيس مدينة الملك عبد العزيز للعلوم والتقنية في السعودية. عُين في هذا المنصب بتاريخ 9 ربيع الآخر 1436هـ  بمرتبة وزير. حصل على الدكتوراه في هندسة الفضاء والطيران من جامعة ستانفورد في ولاية كاليفورنيا بالولايات المتحدة.
أشرف أيضًا على معهد بحوث الفضاء بمدينة الملك عبد العزيز للعلوم والتقنية خلال الفترة 1418- 1425هـ (1998 – 2004). في عام1425(2004) عين نائباً لرئيس مدينة الملك عبد العزيز للعلوم والتقنية لمعاهد البحوث. وهو أيضاً رئيس المجلس العلمي في مدينة الملك عبد العزيز للعلوم و التقنية ورئيس اللجنة الإشرافية للتقنيات الإستراتيجية في خطة العلوم والتقنية بالمملكة العربية السعودية. حاصل على درجة الدكتوراه في هندسة الفضاء والطيران من جامعة ستانفورد الأمريكية.

## وصلات خارجية
- تركي بن سعود بن محمد لـ(الجزيرة):إطلاق أقمار اصطناعية بتجارب أمريكية في أواخر 2010م، جريدة الجزيرة، 28 أكتوبر 2008م